# 호메로스 찬가

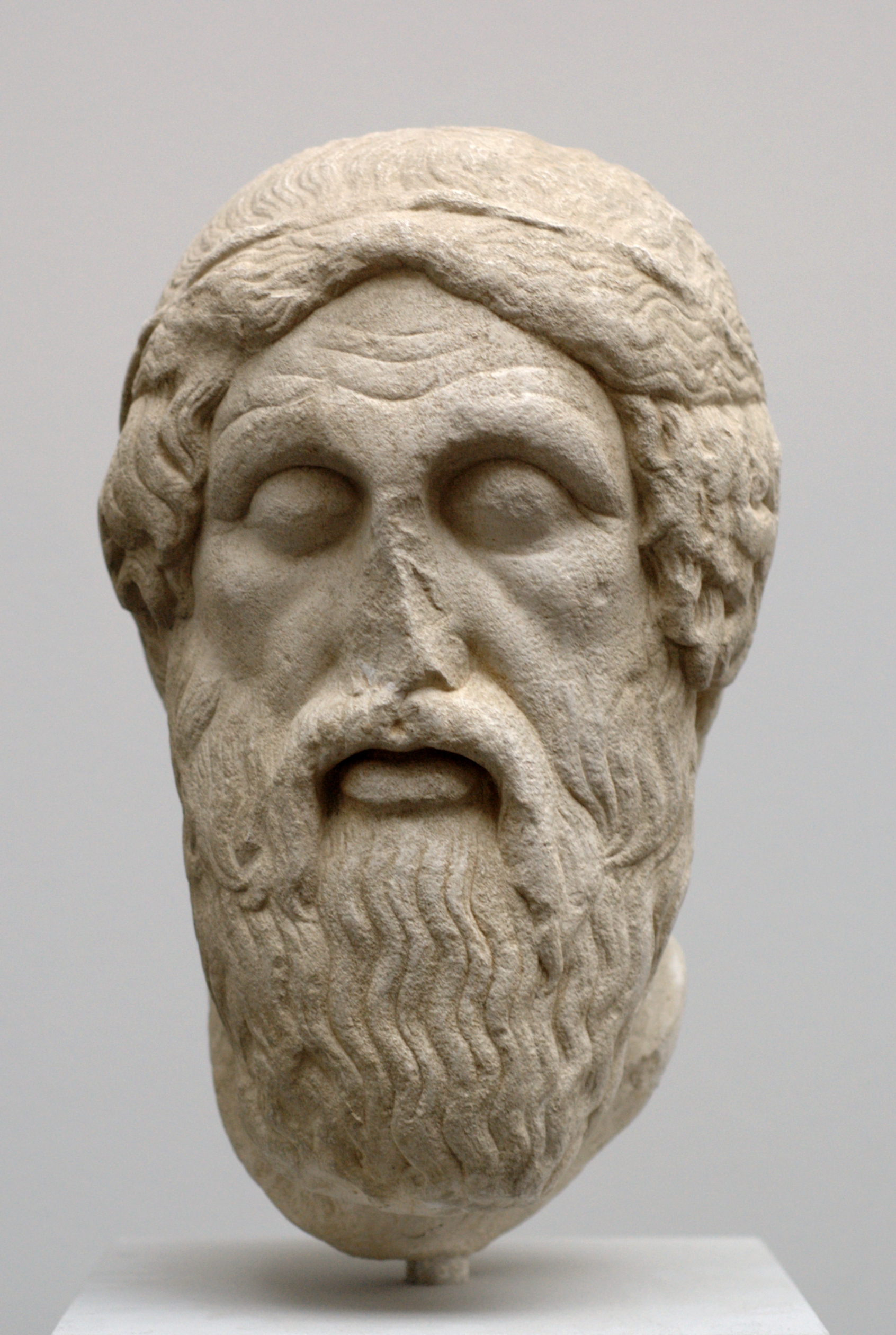

《호메로스 찬가》(그리스어: Ομηρικοί Ύμνοι)는 작자 미상인 총 33편의 고대 그리스 찬가집으로, 그리스의 각 신들을 찬양하는 내용으로 이루어져 있다. 제목의 "호메로스"는 호메로스 언어의 전통을 충실히 지키고 있는 것을 의미하는데, 《일리아스》와 《오디세이아》와 동일한 장단단 육보격의 서사시 운율을 사용하고 있고, 문체 또한 호메로스의 형식과 방언을 비슷하게 활용하고 있다. 고대에는 투키디데스의 초기 저서 (《역사》 3권 104장)를 근거로 호메로스가 직접 썼다고 생각하는 사람이 많았고, 따로 저자 표시가 붙기도 하였다.

## 역사
가장 오래된 찬가는 기원전 7세기, 헤시오도스보다 약간 뒤에 쓰였으며, 호메로스 서사시가 쓰인 시기도 이 무렵으로 보고 있다. 《호메로스 찬가》는 그리스 문학 중에서도 가장 오래된 작품으로 자리 매김하고 있지만, 대부분은 6세기와 7세기에 헬레니즘 시대 사람들이 쓴 것이며, 〈아레스 찬가〉는 후세에 아레스에게 바치는 찬가가 없는 것을 알고 추가된 이교도 작품으로 추정된다. 발터 부르케르트의 주장에 따르면, 고대 기록에서 기원전 522년 호메리다이 중 한 명인 키오스의 키나이토스의 작품으로 전해지는 〈아폴론 찬가〉는 델포이와 델로스의 아폴론을 기리기 위해 사모스의 폴리크라테스가 개최한 특별한 축제에서 공연하기 위해 쓰여졌다고 한다.
여러 번 재연하는 양식인만큼 그 길이가 매우 다양하여, 500행을 넘는 작품도 있는 반면, 세네 줄에 불과한 작품도 있다. 내용이 많은 작품에는 기도와 찬양, 이야기가 포함되어 있으며, 장황하게 쓰여진 부분도 있다. 간결한 내용의 작품은 이야기 요소가 없기도 하다. 다른 내용이 많은 작품에는 이전에 존재했던 각양각색의 요소를 모아놓은 흔적도 찾을 수 있다.
현존하는 비잔티움 사본의 대부분은 이전과는 또 다른 찬가이다. 1777년 모스크바에서 우연히 발견된 한 편의 15세기 사본에 불완전한 형태의 〈디오니소스 찬가〉와 〈데메테르 찬가〉를 발견하면서 이 두 찬가를 찬가집에 추가하게 되었다. 내용이 매우 짧은 일부 작품에는 이야기 중심 부분을 생략하고 필요한 기도와 소개만을 발췌한 것도 있는데, 음유시인이 서곡 양식으로 쓸 수 있도록 만든 것으로 보인다.
33편의 찬가는 모두 그리스 신화에 등장하는 주요 신들을 찬양하는 내용이다. 내용이 매우 짧은 찬가는 전문 음유시인이 서사시를 낭송할 때 서곡으로 사용한 것으로 추정하는데, 이제 다른 노래를 부를 것이라는 예고로 끝을 맺는 경우도 있었다. 34번째인 주인에게 바치는 찬가는 찬가가 아니지만, 주인의 환대는 신이 명한 신성한 의무라는 것과 이 찬가가 전문 음유시인이 만들었음을 암시하고 있다.

## 구성
《호메로스 찬가》의 구성은 다음과 같다.
| - 디오니소스 찬가 (단편) - 데메테르 찬가 (495행) - 아폴론 찬가 (546행) - 헤르메스 찬가 (580행) - 아프로디테 찬가 (293행) - 아프로디테 찬가 (21행) - 디오니소스 찬가 (59행) - 아레스 찬가 (17행) - 아르테미스 찬가 (9행) - 아프로디테 찬가 (6행) - 아테나 찬가 (5행) - 헤라 찬가 (5행) - 데메테르 찬가 (3행) - 신들의 어머니 (키벨레, 또는 레아) 찬가 (6행) - 헤라클레스 찬가 (9행) - 아스클레피오스 찬가 (5행) - 디오스쿠로이 (카스토르와 폴리데우케스) 찬가 (5행) | - 헤르메스 찬가 (12행) - 판 찬가 (49행) - 헤파이스토스 찬가 (8행) - 아폴론 찬가 (5행) - 포세이돈 찬가 (7행) - 제우스 찬가 (4행) - 헤스티아 찬가 (5행) - 무사이 찬가 (7행) - 디오니소스 찬가 (13행) - 아르테미스 찬가 (22행) - 아테나 찬가 (18행) - 헤스티아 찬가 (14행) - 가이아 찬가 (19행) - 헬리오스 찬가 (19행) - 셀레네 찬가 (20행) - 디오스쿠로이 찬가 (19행) |